# Willibald Hahn
Willibald Hahn (Vienna, 31 gennaio 1910 – 31 maggio 1999) è stato un allenatore di calcio e calciatore austriaco, di ruolo centrocampista.

## Carriera

### Giocatore

#### Club
Hahn giocò con le maglie di Florisdorfer, Austria Vienna, Bastiedienne Bordeaux, Favoritner SC, Favoritner AC e Admira Vienna.

### Allenatore
Hahn iniziò ad allenare in Norvegia, precisamente il Moss. Fu poi commissario tecnico della Nazionale norvegese e del Vålerengen. Guidò in seguito il Bayern Monaco, conducendo il club alla conquista della Coppa di Germania 1957. Dopo essere stato commissario tecnico della Svizzera, fu allenatore di Hessen Kassel, Schwarz-Weiß Essen, Rot-Weiß Oberhausen, Ingolstadt, Bayreuth, Reutlingen e Stuttgarter Kickers.

## Palmarès

### Allenatore

#### Club

##### Competizioni nazionali
- Coppa di Germania: 1

Bayern Monaco: 1957